# Diplococo

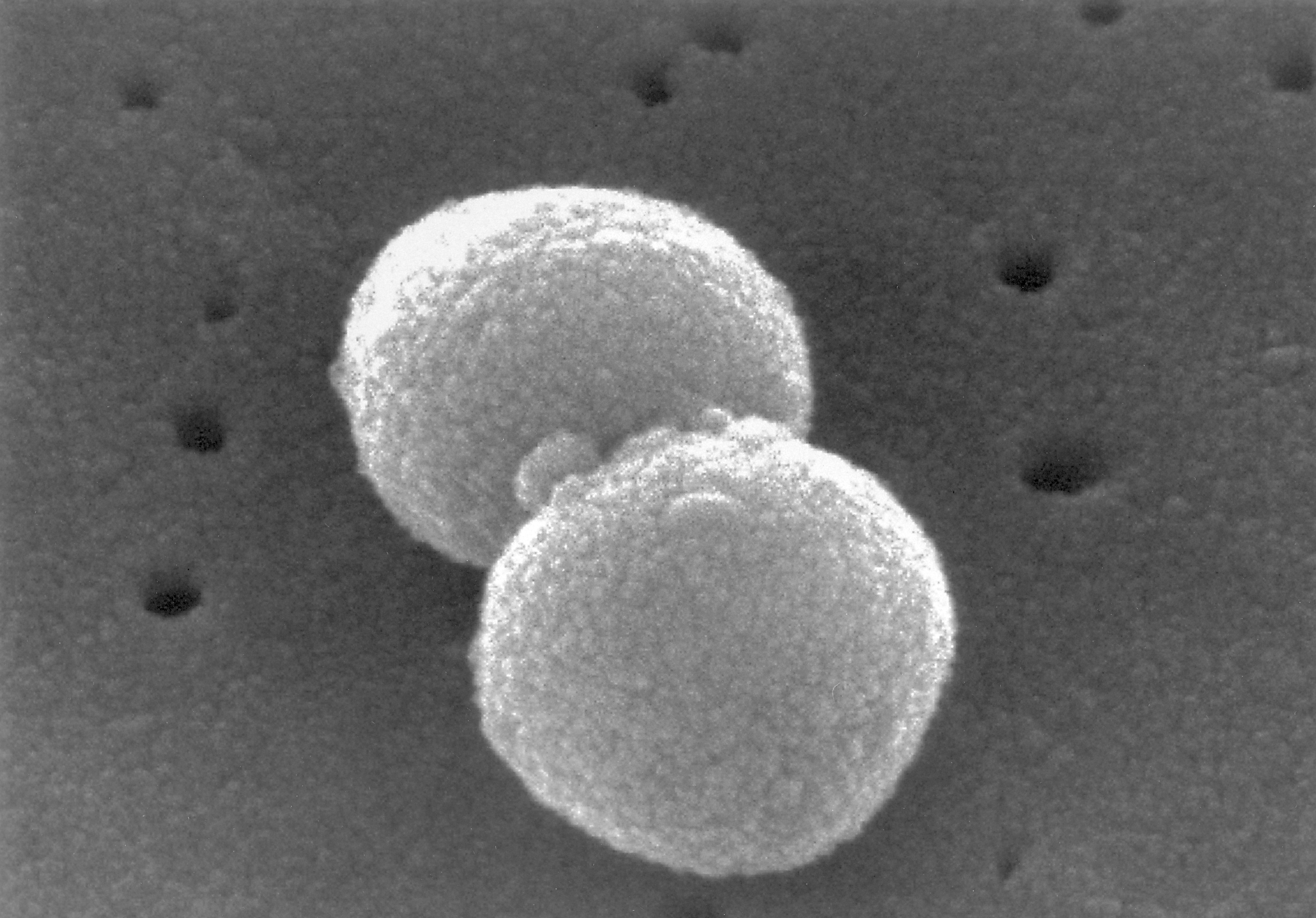
Streptococcus pneumoniae, ejemplo de un diplococo.

En bacteriología: los diplococos son un conjunto de bacterias que se caracterizan por ser cocos que tienen típicamente la forma de dos células unidas. Ejemplos de bacterias gram-negativas diplococos son los géneros Neisseria y Moraxella. Ejemplos de diplococos grampositivos son los géneros Streptococcus y Enterococcus. Muchas de estas bacterias son naturalmente patógenas. Presumiblemente, los diplococos se han relacionado con la encefalitis letárgica.